# Смерть и похороны Владимира Ленина

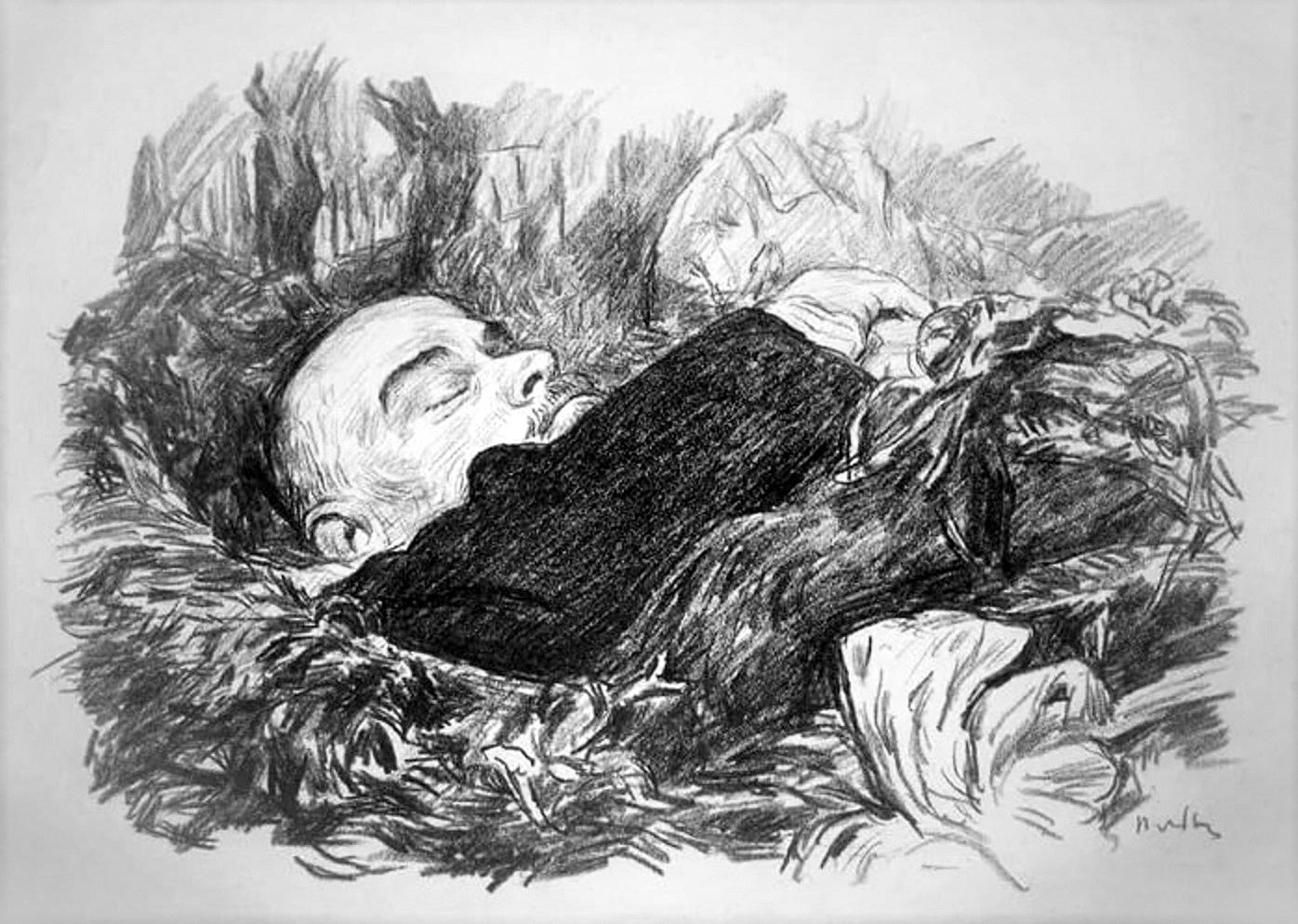
Посмертный портрет В. И. Ленина. Графика П. И. Львова, около 1924 года

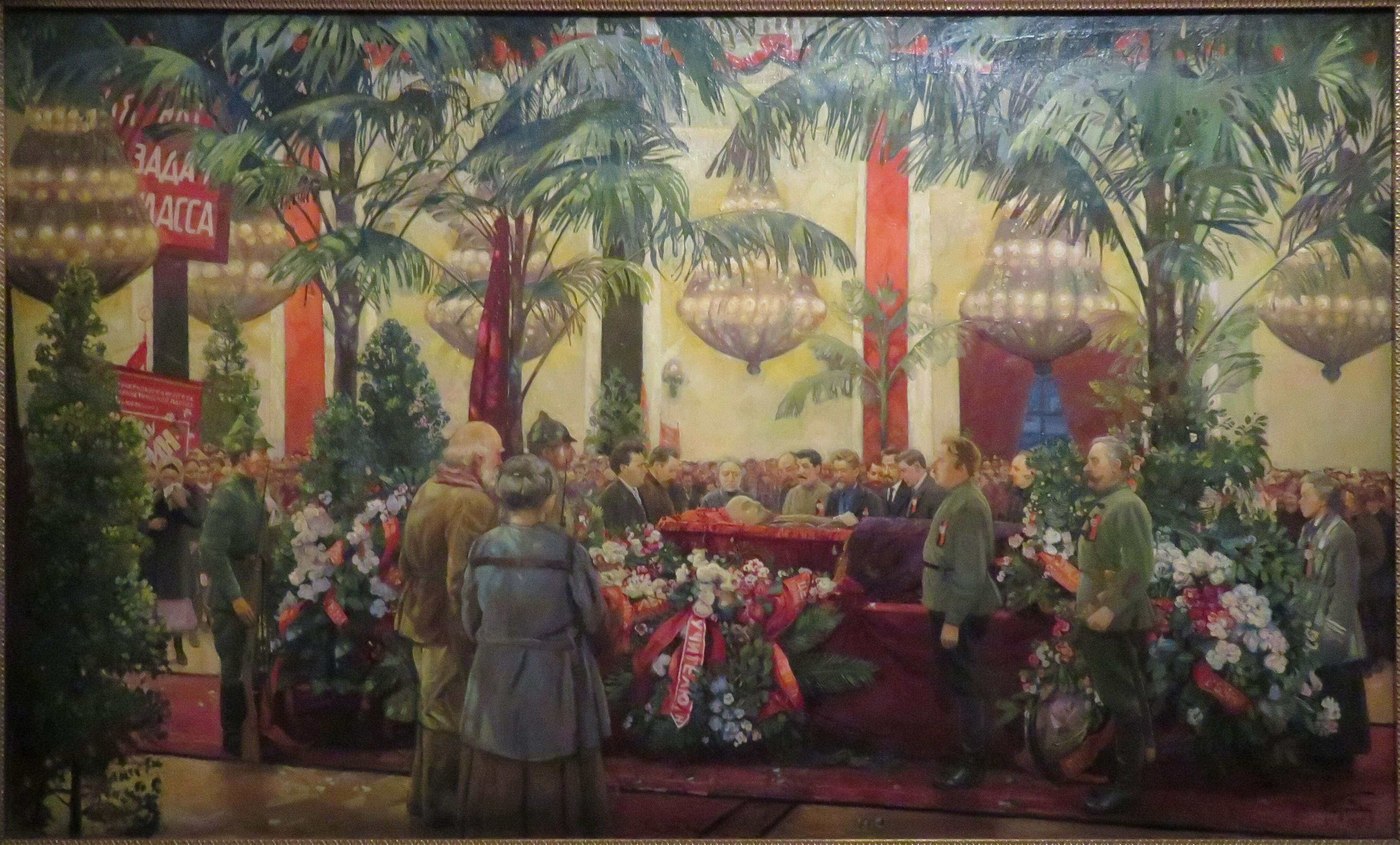
Картина «У гроба вождя». Художник Исаак Бродский (1925)

Владимир Ильич Ленин скончался в возрасте 53 лет 21 января 1924 года в 18 часов 50 минут в усадьбе Горки Подольского уезда Московской губернии (ныне — Ленинский район Московской области). Похороны состоялись 27 января 1924 года в Москве на Красной площади: для этого был выстроен Мавзолей, в котором забальзамированное тело Ленина покоится до сих пор. Обстоятельства смерти Ленина до сих пор являются предметом споров, равно как и вопрос о выносе тела из Мавзолея и последующего захоронения.

## Болезнь и причины смерти

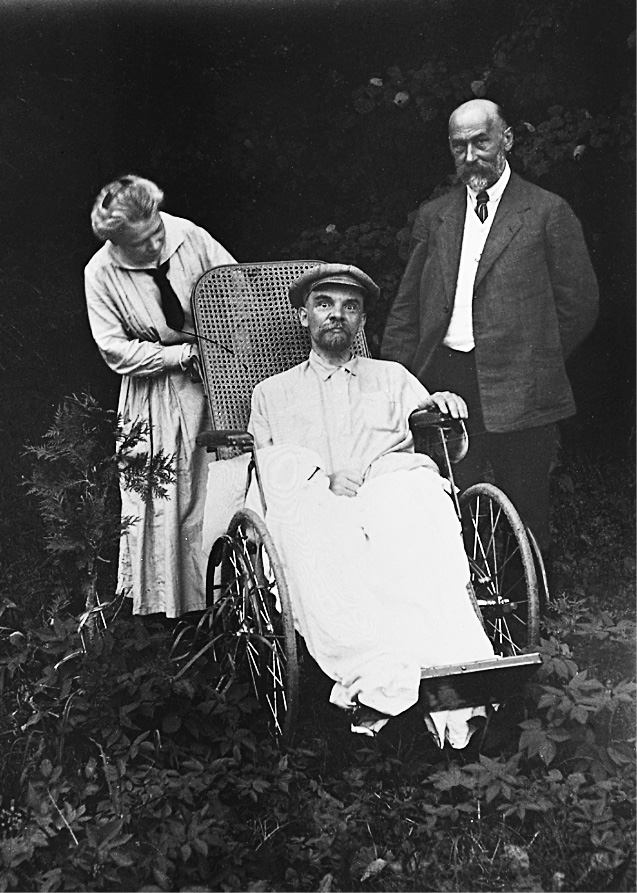
В. И. Ленин во время болезни. Подмосковные Горки. 1923 год

### Хроника
Зимой 20/21, 21/22 годов Владимир Ильич чувствовал себя плохо. Головные боли, потеря работоспособности сильно беспокоили его. Не знаю точно когда, но как-то в этот период Владимир Ильич сказал Сталину, что он, вероятно, кончит параличом, и взял со Сталина слово, что в этом случае тот поможет достать и даст ему цианистого калия.— М. Ульянова
25 мая 1922 года Ленин перенёс первый припадок. 30 мая в разговоре со Сталиным он просил яд, чтобы совершить самоубийство, однако Ленина уговорили на лечение. Для лечения главы советского правительства были вызваны ведущие немецкие специалисты по нервным болезням, а главным лечащим врачом Ленина с декабря 1922 года и вплоть до его смерти в 1924 году был невропатолог Отфрид Фёрстер. Лечащими врачами были неврологи Василий Васильевич Крамер, собравший анамнез пациента, Алексей Михайлович Кожевников, который начал его лечить, и Виктор Петрович Осипов, закончивший лечение.
Болезнь протекала неравномерно: были непродолжительные ремиссии, сменявшиеся ухудшениями. Так, 2 октября Ленин вернулся к работе. Его последнее публичное выступление состоялось 20 ноября 1922 года на пленуме Моссовета. 12 декабря 1922 года он в последний раз работал в Кремле.
16 декабря 1922 года у Ленина случился второй инсульт, с правосторонним параличом. Э. Х. Карр считает, что этот инсульт «не затронул умственных способностей вождя. Хотя никому из партийных руководителей, по-видимому, не позволялось его посещать, Ленин продолжал диктовать заметки и статьи, посвящённые партийным делам. В их число входило и знаменитое „завещание“ — „Письмо к съезду“, датированное 25 декабря 1922 года, с постскриптумом, написанным 4 января 1923 года». 22 декабря он снова поднял вопрос о суициде, на этот раз передав указание Фотиевой.
9 марта 1923 года последовал третий инсульт, в результате которого Ленин лишился речи; и хотя он прожил ещё десять месяцев, больше уже не работал. 17 марта Ленин снова попросил через Крупскую у Сталина цианистый калий.

Строго секретно

Зин., Каменеву.
Только что вызвала меня Надежда Константиновна и сообщила в секретном порядке, что Ильич в «ужасном» состоянии, с ним припадки, «не хочет, не может дольше жить и требует цианистого калия, обязательно». Сообщила, что пробовала дать калий, но «не хватило выдержки», ввиду чего требует «поддержки Сталина».

Сталин

15 мая 1923 года из-за болезни он переехал в подмосковное имение Горки. С 12 марта 1923 года ежедневно публиковались бюллетени о здоровье Ленина. 18—19 октября 1923 года он последний раз посетил Москву.
В январе 1924 года в состоянии здоровья Ленина внезапно наступило резкое ухудшение; 21 января 1924 года Владимир Ильич Ленин скончался.

### Дневник пациента
С конца мая 1922 года лечащие врачи Ленина В. В. Крамер, В. М. Кожевников и В. П. Осипов вели дневник наблюдения за состоянием пациента, сохранившийся в РГАСПИ в виде толстой папки в дерматиновой обложке коричневого цвета объёмом 410 страниц формата А4. В нём содержится информация о том, как пациент себя чувствовал, что ел, с кем встречался.

14 июня 1923

Владимир Ильич спал плохо, не более трёх часов, галлюцинировал с явлениями страха, кричал, дрожал.

Этот дневник был одним из оснований, позволивших усомниться в авторстве Ленина относительно статей и записок, составивших так называемое «Завещание». Авторство статьи «К вопросу о национальностях или об "автономизации"» было засвидетельствовано исключительно противоречивыми сообщениями работников ленинского секретариата (Л. А. Фотиевой, М. А Володичевой) и Л. Д. Троцкого, сделанными после резкого ухудшения состояния здоровья Владимира Ильича, когда он окончательно утратил дар речи и не мог ни подтвердить, ни опровергнуть эти свидетельства, указывает исследователь Ленинского завещания В. А. Сахаров. Следующие «диктовки» («характеристики»), датированные 24—25 декабря 1922 года, в ЦК РКП(б) в конце мая 1923 года передала Н. К. Крупская, при этом не рассматривавшая представленный текст как секретное «Письмо к съезду». Летом 1923 года было обнародовано «письмо Ильича о секретаре» («диктовка» от 4 января 1923 года).

### Официальное заключение о причинах смерти
Долгие годы официальные власти СССР убеждали, что болезнь Ленина была вызвана сильной перегруженностью и последствиями покушения 30 августа 1918 года. На эти причины сослался хирург Ю. М. Лопухин (родился через полгода после смерти Ленина). По словам академика Бориса Петровского (на момент смерти Ленина ему было 15 лет), «протоколы вскрытия его [Ленина] тела и микроскопических исследований абсолютно точно определяют диагноз заболевания — атеросклероз левой сонной артерии, размягчение мозга и, как кульминационный момент, — кровоизлияние в зоне жизненно важных центров мозга. Все клинические симптомы этой трагедии, наблюдаемые советскими и зарубежными учёными-медиками у постели больного, это подтверждают». Также в заключении указывалось, что «нечеловеческая умственная работа, жизнь в постоянных волнениях и непрерывном беспокойстве привели нашего вождя к преждевременной смерти».

### Сифилис
Однако, помимо официальной советской версии смерти Ленина, ещё в 1920-х годах высказывались мнения о заболевании Ленина сифилисом. Непосредственной причиной смерти стало кровоизлияние в мозг в результате нейроваскулярной формы сифилиса: эту версию подтверждает то, что Ленина лечили исключительно ртутными и мышьяксодержащими противосифилисными препаратами. В 2002 году данная версия прозвучала в документальном фильме «Врачебная тайна» со ссылкой на архивные документы. Среди прочих, была озвучена записка Семашко патологоанатому Абрикосову, где он требует исключить все веские доказательства сифилиса у Ленина. В июне 2004 года была опубликована статья в журнале European Journal of Neurology, авторы которой попытались обосновать её на основании научных данных. По мнению же врача В. М. Новосёлова, изучившего записи врачей, лечивших Ленина, наблюдавшаяся симптоматика, характер прогрессирования болезни (ложные параличи и быстрые «восстановления»), использовавшиеся препараты и результаты вскрытия однозначно говорят о нейросифилисе. А указанный в качестве официальной причины «артериосклероз сосудов на почве преждевременного их изнашивания» (нем. Abnutzungssclerose) в научных кругах отвергнут, как несостоятельный.
О сифилисе Ленина упоминал в приватных беседах с графом Сфорца советский дипломат Воровский. О сифилисе также пишет перебежчик Борис Бажанов, бывший секретарь Сталина. В 1927 году профессор В. И. Теребинский выпустил монографию «Сифилис и борьба с ним», а также работу «О причинах смерти В. И. Ленина по результатам протоколов вскрытия (Lues cerebri)», где научно обосновал сифилитическую природу заболевания. Версию сифилитического поражения мозга Ленина упоминают Артем Боровик в сюжете из «комнаты 19» в институте мозга и Владимир Солоухин в книге «При свете дня».
Лечащий врач семьи Ульяновых Ф. А. Гетье с причиной смерти был согласен (причиной смерти указывалось кровоизлияние в мозг вследствие приёма мышьяксодержащих препаратов на фоне атеросклероза), тогда как формулировка причин заболевания вызывала у него возражения. К Ленину был приглашён видный невролог, специалист в области нейросифилиса Макс Нонне, которому приписывают высказывание: «абсолютно ничто не свидетельствовало о сифилисе». Евгений Чазов отмечал, что специалистов «изумляло другое — обширность поражений мозговой ткани при относительно сохранившихся интеллекте, самокритике и мышлении».

### Другие версии
Кроме этого, существовали версии об отравлении Ленина. Так, по наиболее распространённым слухам, Ленина отравил Иосиф Сталин. В 1990-х годах появились публикации версий отравления Ленина Сталиным и Генрихом Ягодой. Материалы, связанные с историей болезни Ленина, проверили во время экспертизы в 1970-х годах. Была доказана беспочвенность предположений об отравлении. Также опровергнуто утверждение, что причиной ухудшения здоровья Ленина стали его ранения во время покушения 30 августа 1918 года на заводе Михельсона. Выпущенные в Ленина пули не были начинены ядом, а только смазаны кураре, но яд успел разложиться из-за неправильного хранения пуль.
Документы, касающиеся болезни и смерти Ленина, по просьбе племянницы Ленина О. Д. Ульяновой оставались, в обход принятых юридических норм, засекреченными до 2024 года. 21 января 2024 года официально истёк срок секретности этих документов.

## Реакция на смерть
Из большевистских лидеров непосредственным свидетелем смерти был Бухарин.
Первое известие о смерти Ленина прозвучало на заседании XI съезда советов 21 января 1924 года. Новость была сообщена делегатам председателем ВЦИК М. И. Калининым. В тот же день в стране объявлен траур, образована комиссия ЦК по организации похорон, большевистские лидеры срочно прибыли в Горки. 22 января Дзержинский написал распоряжение ОГПУ «не поддаваться панике» и сохранять «особую бдительность».
С 21 января в Горках началось паломничество крестьян, пришедших поклониться Ленину. Прибывший на Павелецкий вокзал траурный поезд был встречен огромной толпой. По оценке Нины Тумаркин, в период 23-26 января у гроба Ленина побывало до полумиллиона человек.

Скорбь, пробуждённая смертью Ленина, была, вероятно, отчасти вызвана другими обстоятельствами. Прощание с покойным в Москве и траурные церемонии в других городах, несомненно, являлись разновидностью катарсиса для людей, переживших трагическое десятилетие — войну, революцию, гражданскую смуту, голод и эпидемии. Смерть Ленина стала поводом для первого общенационального ритуала оплакивания после всех тяжёлых испытаний минувших лет. Общество захлестнула волна истерической горести, подогреваемой открытым доступом к телу покойного вождя и траурными церемониями, которые проводились по всей стране. Культ Ленина, распространившийся по городам и весям России в 1924 г. имел целью увековечить народную скорбь о постигшей страну утрате; этим во многом и объяснялся достигнутый властями успех, поскольку вызываемые чувства отвечали действительному душевному состоянию советских граждан, перенёсших долгие и мучительные страдания:132.

Большевистские вожди лично посетили церемонию похорон, прочтя посвящённые покойному речи. Наиболее яркими из них оказались выступление Зиновьева и знаменитая «клятва» Сталина.
Троцкий не появился на похоронах Ленина, так как, по его утверждению, Сталин ввёл его в заблуждение, сообщив ему ложную дату похорон. Ричард Пайпс и Иан Тэтчер находят объяснения Троцкого «неудовлетворительными». Нина Тумаркин считает, что Троцкий в действительности не приехал потому, что «находился в депрессии» в связи со смертью Ленина.
Адольф Иоффе, близкий соратник Троцкого, обратился к Зиновьеву с предложением заменить должность председателя СНК на «президиум» из Каменева, Зиновьева и Троцкого либо назначить Троцкого как «первого кандидата».

### Патриарх Тихон о Ленине
24 января 1924 года Патриарх Московский и всея Руси Тихон вместе с членами Священного Синода (митрополитами Тихоном (Оболенским), Серафимом (Александровым) и Петром (Полянским)) опубликовали в газете «Известия» соболезнование советскому правительству по поводу смерти В. И. Ленина.

Священный Синод Русской православной церкви выражает искреннее сожаление по случаю смерти великого освободителя нашего народа из царства великого насилия и гнета на пути полной свободы и самоустроения. Да живет же непрерывно в сердцах оставшихся светлый образ великого борца и страдальца за свободу угнетенных, за идеи всеобщего подлинного братства и ярко светит всем в борьбе за достижение полного счастья людей на земле. Мы знаем, что его крепко любил народ… Грядущие века да не загладят в памяти народной дорогу к его могиле, колыбели свободы всего человечества. Великие покойники часто в течение веков говорят уму и сердцу оставшихся больше живых. Да будет же и эта отныне безмолвная могила неумолкаемой трибуной из рода в род для тех, кто желает себе счастья. Вечная память и вечный покой твоей многострадальной, доброй и христианской душе.

Кроме того, после кончины Ленина к Патриарху Тихону поступали многочисленные запросы от приходов и прихожан о возможности проведения панихид по Владимиру Ильичу. В беседе с корреспондентом газеты «Вечерняя Москва» Патриарх разъяснил свою позицию: «Владимир Ильич Ленин не отлучен от православной церкви высшей церковной властью, и потому всякий верующий имеет право и возможность поминать его. Идейно мы с Владимиром Ильичем Лениным, конечно, расходились, но я имею сведения о нем как о человеке добрейшей и поистине христианской души. Я считал бы оскорблением памяти Ленина, его близких и семьи, если бы православное духовенство участвовало в похоронах, ибо Ленин никогда не выражал желания, чтобы православное духовенство провожало его тело».

### Политсводки ОГПУ о реакции населения на смерть В. И. Ленина
Исследователь Николай Зенкевич в своей работе «Вожди и сподвижники» цитирует архивную спецполитсводку ОГПУ, обобщавшую для руководства страны реакцию населения на смерть Ленина, и возникшие в связи с этим слухи. Общим местом для них были не соответствующие действительности сообщения об арестах одними партийными лидерами других. Слухи усугублялись тем, что на момент смерти Ленина Троцкий был болен и находился на лечении в Сухуми.
В этих слухах утверждалось, в частности, что Троцкий якобы требовал от Дзержинского отменить постановление о высылке из Москвы биржевиков или что Троцкий в действительности не болен, а «ранен в живот» Калининым (другой вариант — ранен Зиновьевым). В городе Димитрове появились слухи, что Съезд Советов якобы отправил Троцкого в отставку как еврея, в Орехово-Зуевском уезде слухи объявляли, что Троцкий якобы является владельцем нескольких фабрик.
В Московской губернии появились слухи о том, что Ленин якобы умер уже шесть месяцев назад, и всё это время хранился в замороженном виде.
В Нижегородской губернии настроение рабочих в связи со смертью Ленина описано как подавленное, служащих — как безразличное. Большинство заводов постановило отчислить полдневной заработок на траурные венки.
Среди рабочих Иваново-Вознесенской губернии настроение «крайне подавленное».
В Иркутской губернии зафиксированы слухи о том, что Ленин якобы жив и уехал за границу вместе с Троцким, и о том, что в Москве якобы расстреляна демонстрация безработных и прошёл еврейский погром. В Томской губернии — что в местную тюрьму якобы привезли Троцкого и Преображенского.
В Белоруссии появились слухи о том, что якобы Преображенский, Сапронов и Троцкий уже арестованы, причём у Троцкого при его аресте нашлось множество ценностей. Настроение населения в Белоруссии описано как подавленное, население ожидает раскола в верхах и новой интервенции поляков.
В Смоленской губернии слухи сообщали, что «Троцкий послал убийц, чтобы стать на место Ленина», сам был арестован и сбежал. В связи с этим торговцы начали опасаться, что «Троцкий уничтожит НЭП»; в некоторых церквах даже отслужили молебны о «поминовении новопреставленного раба Божьего Владимира». Среди крестьян появились слухи, что «вместо Ленина председателем Совнаркома будет Троцкий», некоторые крестьяне, проезжая мимо зданий с вывешенными портретами Ленина, крестились, и желали ему царствия небесного. 27 января 1924 года на траурную демонстрацию в Смоленске собралось 30 тыс. чел., «были плачущие».
В феврале 1924 года ОГПУ зафиксировало появление во Владивостоке слухов о том, что якобы в Москве произошёл переворот, после которого Троцкий бежал в Турцию. В Харбине началось массовое производство портретов великого князя Николая Николаевича, который якобы формирует в Сербии армию в 250 тыс. человек против большевиков. В Нижегородской губернии рабочие массово подавали заявления о вступлении в партию (см. Ленинский призыв). В Тверской губернии служили панихиды по Ленину при большом стечении верующих. В Башкирии настроение тяжёлое, ожидается развал партии и новая война.
4 февраля в Белоруссии появились новые слухи о том, что Ленин якобы уже умер три месяца назад, и вместо него в Колонном зале выставлена фигура из воска (вариант: Ленин бежал в Крым или за границу). Польское население смерть Ленина «встретило с радостью».
Сосланные в город Николаевск «антисоветские элементы» направили Калинину телеграмму соболезнования.
В Симбирской губернии смерть Ленина вызвала среди рабочих «глубокое сожаление», среди крестьян — «сожаление».
В Тверской губернии появились слухи, что Ленина якобы отравил Троцкий за то, что Ленин собирался отменить налоги с крестьян и торговцев.

## Заключение о причине смерти
Официальное заключение о причине смерти в протоколе вскрытия тела 22 января 1924 года гласило:

Основой болезни умершего является распространённый атеросклероз сосудов на почве преждевременного их изнашивания (нем. Abnutzungssclerose). Вследствие сужения просвета артерий мозга и нарушения его питания от недостаточности подтока крови наступали очаговые размягчения тканей мозга, объясняющие все предшествовавшие симптомы болезни (параличи, расстройства речи). Непосредственной причиной смерти явилось:
1. усиление нарушения кровообращения в головном мозге;
2. кровоизлияние в мягкую мозговую оболочку в области четверохолмия.

В июне 2004 года была опубликована статья в журнале European Journal of Neurology, авторы которой предполагают, что Ленин умер от нейросифилиса. Сам Ленин знал и был уверен в сифилисе. Консилиум врачей прописал ему сальварсан, неосальварсан, препараты на основе мышьяка, йода, ртути и висмута; к нему был приглашён специалист по нейросифилису Макс Нонне. Однако догадка была им опровергнута. «Абсолютно ничто не свидетельствовало о сифилисе», — записал впоследствии Нонне. Как отмечает в наши дни лично изучавший препараты головного мозга Ленина директор НИИ физико-химической медицины академик РАН Юрий Лопухин, автор книги «Болезнь, смерть и бальзамирование В. И. Ленина»: «Он умер от атеросклероза сосудов головного мозга, это совершенно чётко, других мнений не может быть».

## Похороны В. И. Ленина

Гроб с телом Ленина несут Сталин, Каменев, Томский, Калинин, Бухарин, Зиновьев, Молотов

23 января 1924 года в багажном вагоне № 1691 гроб с телом Владимира Ильича Ленина был доставлен в Москву. Весь путь от платформы Герасимовская (ныне Ленинская) до Павелецкого вокзала этот траурный поезд вёл официальный паровоз Ленина — У127 (Ленин был назначен его старшим машинистом за 8 месяцев до смерти), которым управляла локомотивная бригада из депо Москва. В состав бригады входили: машинист Лучин, помощник машиниста Гаврюшин и кочегар Подвойский.
Далее гроб был установлен в Колонном зале Дома Союзов, где в течение пяти дней и ночей проходило официальное прощание. 27 января гроб с забальзамированным телом Ленина был помещён в специально построенном на Красной площади Мавзолее (архитектор А. В. Щусев).

### Идея сохранения тела Ленина
Советское руководство озаботилось судьбой тела Ленина на случай его кончины ещё при жизни вождя: осенью 1923 года состоялось заседание Политбюро (в составе Сталина, Троцкого, Бухарина, Калинина, Каменева и Рыкова), на котором Сталин сообщил, что здоровье Ленина весьма ухудшилось, возможен летальный исход. В связи с этим Сталин объявил, что существует предложение «некоторых товарищей из провинции» в случае смерти Ленина подвергнуть его тело бальзамированию:158-159.
Версия Троцкого
Троцкий так вспоминал это заседание Политбюро:

Когда товарищ Сталин договорил до конца свою речь, тогда только мне стало понятным, куда клонят эти сначала непонятные рассуждения и указания, что Ленин — русский человек и его надо хоронить по-русски. По-русски, по канонам Русской православной церкви, угодники делались мощами. По-видимому, нам, партии революционного марксизма, советуют идти в ту же сторону — сохранить тело Ленина. Прежде были мощи Сергия Радонежского и Серафима Саровского, теперь хотят их заменить мощами Владимира Ильича. Я очень хотел бы знать, кто эти товарищи в провинции, которые, по словам Сталина, предлагают с помощью современной науки бальзамировать останки Ленина и создать из них мощи. Я бы им сказал, что с наукой марксизма они не имеют ничего общего.

Против этой идеи высказались Троцкий (назвавший, по некоторым данным, эту идею «безумием»), Каменев (осудивший её как «поповство») и Бухарин (высказавшийся против попыток «возвеличить прах»):159. Однако после смерти Ленина никто из них открыто против бальзамирования уже не высказывался:162.
Версия Арча Гетти
Советолог Арч Гетти, изучив протоколы Комиссии по захоронению Ленина, пишет в книге «Практика сталинизма»: 

Прежде всего, Сталин, видимо, практически не имел отношения к решению о постоянной демонстрации ленинских останков. Он не входил в комиссию по организации похорон под председательством Ф. Э. Дзержинского, которая принимала такие решения, а его подручный К. Е. Ворошилов, член комиссии, яростно противился этой идее. Сталин являлся членом Политбюро, которое, оказывается, утверждало все рекомендации комиссии, но, кажется, активной роли в принятии решения не играл. По слухам, возникшим через несколько десятилетий (в 1960-е гг.), он заговорил о мумифицировании Ленина ещё до смерти последнего и якобы выдвинул это предложение на неофициальном совещании членов Политбюро в 1923 г., где против него резко выступил Троцкий. Эта история выглядит весьма неправдоподобно. Мысль, что такой осторожный политический тактик, как Сталин, будет открыто предлагать способ распорядиться телом Ильича, пока тот ещё жив, да ещё в присутствии своего главного соперника Троцкого, почти смешна. Верховные руководители сочли бы обсуждение подобного вопроса при жизни своего драгоценного Ленина непростительным оскорблением, и Сталин точно не подставился бы так, на радость Троцкому.
Советская историография
Согласно советской историографии, идея не захоронить тело Ленина, а сохранить его и поместить в саркофаг возникла в среде рабочих и рядовых членов большевистской партии, которые направили многочисленные телеграммы и письма об этом руководству Советской России. Официально это предложение выдвинул М. И. Калинин.
Постсоветская историография
Большинство постсоветских историков полагало, что эта идея на самом деле была инспирирована И. В. Сталиным, а корни этой идеи видели в желании некоторых большевиков (см. богостроительство) создать новую религию для победившего пролетариата. По мнению некоторых историков, Сталин уже в то время намеревался восстановить историческую парадигму, дав народу царя в лице себя самого и бога в лице Ленина. Н. И. Бухарин писал в частном письме: «Мы … вместо икон повесили вождей и постараемся для Пахома и „низов“ открыть мощи Ильича под коммунистическим соусом».
Другие версии
Также существует точка зрения, что идеологом посмертного сохранения тела Ленина был Леонид Красин (он осуществлял надзор за бальзамированием тела Ленина), который разделял идеи Александра Богданова о физическом бессмертии и Николая Фёдорова о возможности физического воскресения умерших в будущем:163-164.
Высказывается и точка зрения, что одной из причин, побудивших руководство страны сохранить тело Ленина, было стремление не допустить появления самозванцев, выдающих себя за Ильича, поскольку в народе стали распространяться слухи, что Ленин пытался убежать из Кремля и покаяться перед народом, однако был остановлен охраной у Иверских ворот и изолирован в Горках:35-36.

### Лаборатория по сохранению тела Ленина
26 февраля 1924 года была создана медицинская комиссия «по наблюдению за состоянием бальзамирования тела Владимира Ильича Ленина и своевременному принятию необходимых мер». Вопрос о сохранении тела обсуждали на заседаниях тринадцать раз. Первое бальзамирование не могло долго сохранять тело Ленина, этому мешало и весеннее потепление. В начале марта академик Алексей Абрикосов сообщил о появлении на теле Ленина пигментации и изменении цвета кожи — начинались необратимые процессы. Требовалось новое, основательное бальзамирование. Исполнительный комитет под председательством Вячеслава Михайловича Молотова принял решение об использовании низких температур для сохранения тела. Против замораживания выступил профессор анатомии Владимир Воробьев: он считал, что это только ухудшит состояние тела.
5 и 12 марта 1924 года состоялись два заседания с учёными, перед ними поставили задачу сохранить тело Ленина на максимально долгий срок в доступном для обозрения виде, в котором Ленин был в первые дни после кончины.
Борис Збарский и Владимир Воробьёв предложили способ долговременного бальзамирования: Владимир Воробьёв занимался мумификацией животных и птиц, мумии хранились на кафедре в обычных условиях и за 15 лет сохранились в отличном состоянии. Учёным предложили провести бальзамирование. Чтобы осуществить задуманное, Мавзолей снова закрыли, и 26 марта 1924 года устроили в нём лабораторию.
Задача требовала постоянного наблюдения и круглосуточной работы. По приказу Дзержинского к Мавзолею проложили трамвайные рельсы и электрические провода, был установлен специально оборудованный вагон, чтобы учёные могли отдыхать от работы в нормальных условиях.
Воробьёв использовал смесь из формалина, ацетата калия и глицерина. Процесс проходил следующим образом: на несколько дней тело Ленина обложили ватой, смоченной в формалине, после чего поместили в ванну с 3%-м раствором формальдегида. Для глубокой пропитки мышц формалином и бальзамирующим раствором на теле сделали разрезы.
В апреле Воробьёв с помощью пергидроля отбеливал потемневшие участки кожи. Когда тело Ленина переложили в ванну, в неё поочерёдно добавили спирт, глицерин, а в июне добавили ацетат калия. В конце июня жидкость в ванной состояла из следующих компонентов: 240 литров глицерина, 150 литров воды и 110 килограммов ацетата калия.
26 мая в 16 часов Мавзолей посетили делегаты XIII съезда партии. Успехи учёных произвели на делегатов впечатление. В июне 1924 года началась работа по устройству саркофага, а Мавзолей открыли на один день для участников пятого конгресса Коминтерна.
26 июля комиссия ЦИК СССР по увековечиванию памяти Ленина признала новое бальзамирование удавшимся. Оно давало право рассчитывать на сохранение тела Ленина в течение десятилетий.
Мозг Ленина в Институте Бехтерева разделили примерно на 30 000 срезов и поместили каждый между двумя стеклянными пластинами: в 1920-х годах считалось, что гениальность человека можно определить по структурным элементам мозга, для чего мозг разрезали на тончайшие срезы.

## Создание Мавзолея
Как хорошо, что мы решили хоронить Ильича в склепе! Как хорошо, что мы вовремя догадались это сделать! Зарыть в землю тело Ленина — это было слишком уж непереносимо
Замысел создания Мавзолея нёс в себе элементы не только христианской, но и более древней традиции — обычай бальзамирования правителей существовал в Древнем Египте, а само сооружение напоминало вавилонский зиккурат.

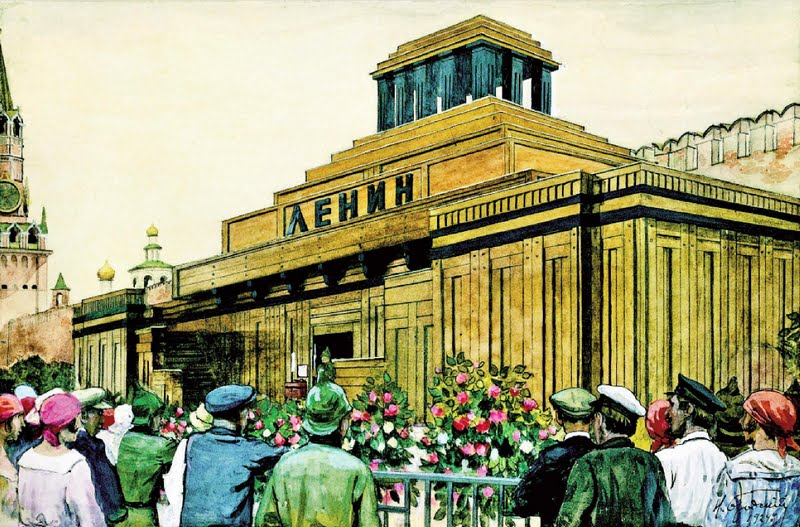
Деревянный мавзолей на рисунке Исаака Бродского 1924 года

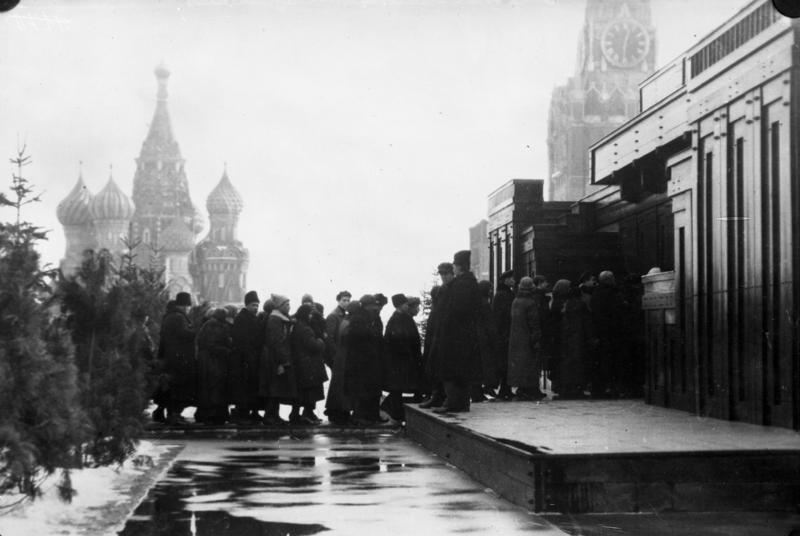
Второй деревянный вариант Мавзолея Ленина на фото 1925 года

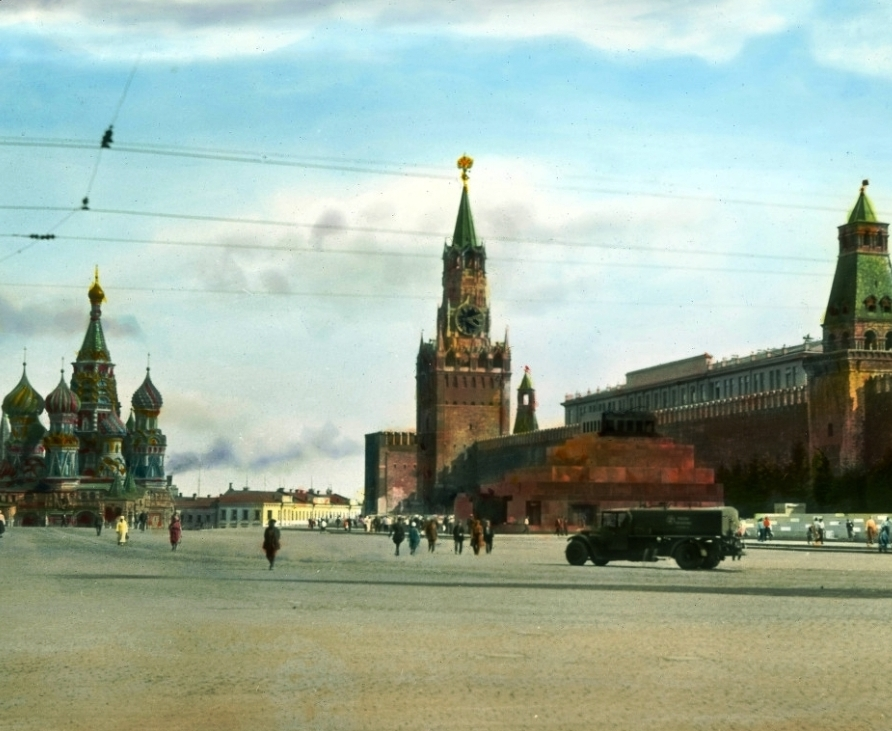
Мавзолей, 1931 год

Первый деревянный Мавзолей (проект А. В. Щусева) был возведён ко дню похорон Владимира Ильича Ульянова (Ленина) (27 января 1924), имел форму куба, увенчанного трёхступенчатой пирамидой. Он простоял лишь до весны 1924 года.

Когда в страшную стужу января 1924 года рабочие заступами и ломами рыли котлован под Мавзолей, то пробили канализационную трубу. Но пробоина замерзла. Весной же Мавзолей залило нечистотами. Узнав об этом, патриарх Тихон, мученик и патриот, сказал: «По мощам и елей!»
— А.Н. Яковлев
Во втором временном деревянном Мавзолее, установленном весной 1924 года (проект А. В. Щусева), к ступенчатому объёму были пристроены с двух сторон трибуны. Первоначальный проект саркофага был признан технически трудным и архитектор К. С. Мельников в течение месяца разработал и представил восемь новых вариантов. Один из них был утверждён, а затем и реализован в кратчайшие сроки под наблюдением самого автора. Этот саркофаг стоял в мавзолее вплоть до окончания Великой Отечественной войны.
В июле 1924 года над саркофагом было размещено переданное Коммунистической партией Франции Знамя парижских коммунаров.
Лаконичные формы второго Мавзолея были использованы при проектировании третьего, ныне существующего варианта из железобетона, с кирпичными стенами и облицовкой гранитом, с отделкой мрамором, лабрадором и малиновым кварцитом (порфиром) (1929—1930, по проекту А. В. Щусева с коллективом авторов). Внутри здания находятся вестибюль и траурный зал, оформленный И. И. Нивинским, площадью 100 м². В 1930 году по сторонам Мавзолея были возведены новые гостевые трибуны (архитектор И. А. Француз), оформлены могилы у Кремлёвской стены.
В начале Великой Отечественной войны было принято решение эвакуировать тело Ленина из московского Мавзолея в Тюмень, о чём сообщили директору Лаборатории при мавзолее Ленина Борису Збарскому. 3 июля 1941 года поезд специального назначения в обстановке высшей секретности покинул Москву и вывез тело Ленина, которое находилось в специальном вагоне. В Тюмени тело содержалось в здании нынешней Тюменской государственной сельскохозяйственной академии, а Мавзолей в Москве был замаскирован под особняк.
По воспоминаниям Бориса Збарского, он «был подключён к Мавзолею» круглосуточно и учил сотрудников поступать следующим образом: «Если даже муха влетит к нему [Ленину], без меня удалять категорически воспрещаю».

## Вопрос о перезахоронении тела Ленина
Высказывания о выносе тела Ленина из Мавзолея и о ликвидации мемориальных захоронений возле кремлёвской стены звучали в прошлом и звучат в настоящее время со стороны различных российских государственных деятелей, политических партий и сил, а также представителей религиозных организаций. Так, с началом «перестройки» появились первые дискуссии о дальнейшей судьбе тела Ленина: в мае 1989 г. режиссёр Марк Захаров, выступая в популярной тогда телепрограмме «Взгляд», призвал перезахоронить Ленина на Волковском кладбище Ленинграда, рядом с матерью.
После распада Советского Союза в 1991 году некоторыми политическими партиями и деятелями высказывалось мнение о необходимости выноса из Мавзолея и захоронении тела и мозга Ленина (мозг хранится отдельно, в Институте мозга, в том числе в виде десятков тысяч гистологических препаратов). В частности, такие идеи высказывали Анатолий Собчак и Юрий Лужков, занимавшие посты мэров Санкт-Петербурга и Москвы соответственно.

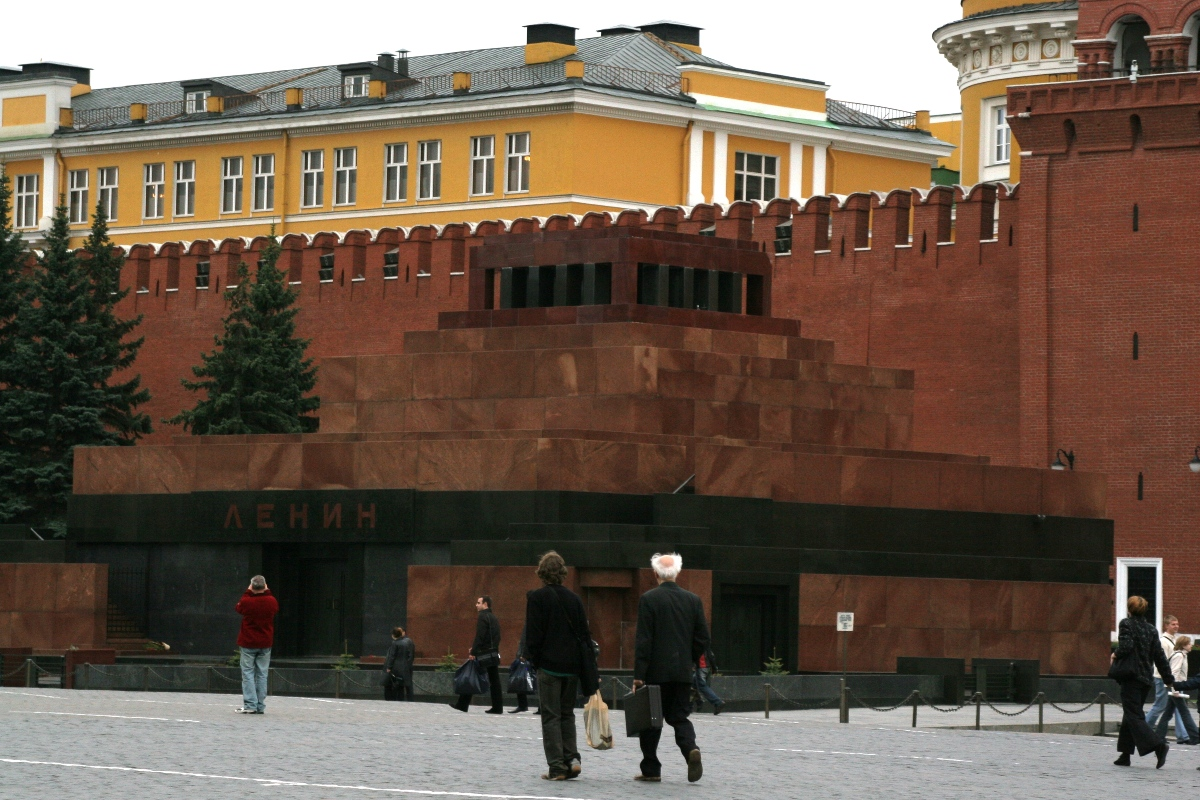
Мавзолей Ленина

Одним из ярых сторонников выноса тела Ленина из Мавзолея и последующего перезахоронения вождя пролетариата был лидер ЛДПР Владимир Жириновский. В частности, в 2014 году он предлагал перезахоронить Ленина на Мытищинском мемориальном кладбище и перенести туда все кремлёвские захоронения, назвав «противоестественным» факт постоянного проведения процедур бальзамирования тела вождя на Красной площади. В 2017 году Жириновский предложил переоборудовать Мавзолей в «государственную трибуну», с которой глава государства произносил бы какие-либо речи. В 2020 году он выступил за кремацию тела Ленина и захоронение праха на тех кладбищах, где захоронены его родители; в то же время рассматривался вариант передачи тела художнику Дэвиду Датуна, который якобы собирался построить в Вашингтоне копию ленинского мавзолея и просил передать ему исходное тело (оригинальный Мавзолей Жириновский предлагал разобрать и продать).
Весной 1997 года президент России Борис Ельцин высказался о необходимости перезахоронения тела Ленина, что вызвало неоднозначную реакцию в обществе. В апреле 1997 года Государственная Дума (большинство которой составляли тогда коммунисты) приняла специальное заявление по поводу этой президентской инициативы, назвав её несостоятельной и аргументировав это следующим образом:

Это заявление несостоятельно, ибо при всех конституционных полномочиях Президента Российской Федерации он не вправе это делать.
Во-первых, решение о сооружении на Красной площади Мавзолея для саркофага с телом В. И. Ленина было принято высшим органом народной власти — II Всесоюзным съездом Советов 26 января 1924 года в связи с просьбой миллионов граждан — представителей рабочих, крестьян, интеллигенции России, Украины, Белоруссии, народов Закавказья и Средней Азии. Строительство усыпальницы было выражением воли народов СССР, и никто не вправе пренебречь ею.
Во-вторых, Мавзолей В. И. Ленина является неотъемлемой частью уникального ансамбля Красной площади, которая решением XIV сессии Комитета всемирного наследия ЮНЕСКО, состоявшейся в Канаде в 1990 году, включена в список всемирного культурного и природного наследия и находится под охраной ЮНЕСКО. Беречь памятники истории и культуры, заботиться о сохранении исторического наследия требует от нас и статья 44 Конституции Российской Федерации.

Позже (летом 1997 г.) пресс-секретарь Ельцина Сергей Ястржембский сообщил, что на проработке в Администрации Президента находится вопрос о проведении всенародного опроса о перезахоронении тела Ленина, однако такой опрос проведён впоследствии не был.
В 1999 году Ельцин вновь вернулся к идее перезахоронения Ленина, сказав в интервью газете «Известия», что по данному вопросу должна быть создана «специальная общественно-государственная комиссия».
Владимир Путин в самом начале своего первого президентского срока (в 2001 году) заявил, что считает обсуждение вопроса о перезахоронении Ленина преждевременным: «Когда я увижу, что подавляющее большинство населения хочет этого, тогда это может быть предметом дискуссии. Пока я этого не вижу — это не обсуждается», и с тех пор его позиция существенных изменений не претерпела. В 2011 году пресс-секретарь Управления делами президента Российской Федерации Виктор Хреков заявил буквально следующее: «Этого вопроса и не было, и нет; эта тема даже не рассматривается; это вопрос не сегодняшнего поколения». В конце 2012 года на встрече со своими доверенными лицами Путин, впрочем, высказался по данному вопросу более определённо и сказал, что не согласен с мнением о несоответствии Мавзолея Ленина христианской традиции: «Чего не соответствует? Поезжайте в Киево-Печерскую лавру, на Афон — там мощи можно увидеть… Коммунисты даже в этой части традиции перехватили, сделали это грамотно».
За захоронение тела Ленина выступал в 2012 году Владимир Мединский, предлагавший при этом сохранить Мавзолей как часть ансамбля Красной площади и переоборудовать его в какой-либо музей.
В апреле 2017 года ряд депутатов от фракций ЛДПР и «Единая Россия» внесли в Госдуму проект закона о перезахоронении тела Ленина. Проект предусматривает поправки в закон «О погребении и похоронном деле» и вводит понятие «перезахоронение», которому «подлежат останки Владимира Ильича Ульянова (Ленина)». Согласно законопроекту, порядок, сроки и место перезахоронения указанных останков определяет Правительство Российской Федерации. Законопроект устанавливает необходимость погребения, не устанавливая каких-либо конкретных сроков. В пояснительной записке подчеркивается, что «само по себе тело Ленина не является ни символом эпохи, ни символом объединения нации», и приводятся данные опроса ВЦИОМ, согласно которым 60 % населения согласны с необходимостью предать земле тело Ленина — либо прямо сейчас (36 %), либо когда уйдёт из жизни «поколение, для которого он дорог» (таковых 24 %).

## В искусстве
- «Смерть вождя» — скульптурная композиция Сергея Меркурова, над которой он работал с 1924 по 1949 год.